# Zbigniew Skrudlik
Zbigniew Andrzej Skrudlik, né le 12 mai 1934 à Jasło, est un escrimeur polonais, pratiquant le fleuret.

## Palmarès

### Jeux olympiques d'été
- 1968 à Mexico
  -  Médaille de bronze en fleuret par équipes
- 1964 à Tokyo
  -  Médaille d'argent en fleuret par équipes

### Championnats du monde
- Médaille d'argent par équipe en 1965 à Paris
- Médaille de bronze par équipe en 1962 à Buenos Aires
- Médaille de bronze par équipe en 1961 à Turin

### Championnats de Pologne
- en 1961 et 1963:
  - 2  Champion de Pologne